# La Vídua
La vídua és una pintura sobre tela feta per Ramon Casas entre 1889 i 1890 i actualment conservada a la Biblioteca Museu Víctor Balaguer, amb el número de registre 2083 d'ençà que va ingressar el 26 de setembre de 1890. Aquesta obra va ser realitzada en el viatge que Casas va fer amb carro per Catalunya juntament amb Santiago Rusiñol i va ser exposada a la Sala Parés junt amb l'obra Tarda de pluja de Santiago Rusiñol i altres obres d'artistes modernistes el mateix 1890. Just després, els mateixos autors les donaren a Víctor Balaguer perquè les incorporés al seu museu:
| «                          | El distinguido y afamado pintor D. Ramon Cassas ha ofrecido para nuestra sección de pintura catalana un precioso lienzo de grandes dimensiones representando a una joven campesina de nuestra montaña, en actitud meditativa. Es cuadro de valía del que nos ocuparemos con la atención debida en cuanto lo poseamos; interín, hacemos constar gustosos nuestro profundo reconocimiento hacia el Sr.Cassas por su generosa hidalguía" | » |
| — Víctor Balaguer i Cirera | |   |

## Curiositats
L'obra va formar part de la postal número 5 de la col·lecció "Joies del Museu", editada amb motiu del 150è aniversari del Diari de Vilanova i del centenari de la mort de Víctor Balaguer Cirera.

## Conservació i restauració
El 1987 se'n va fer una consolidació, neteja i reintegració.